# (4509) Gorbatskij
(4509) Gorbatskij est un astéroïde de la ceinture principale.

## Description
(4509) Gorbatskij est un astéroïde de la ceinture principale. Il fut découvert le 23 septembre 1917 à Simeis par Sergueï Beliavski. Il présente une orbite caractérisée par un demi-grand axe de 2,77 UA, une excentricité de 0,27 et une inclinaison de 10,9° par rapport à l'écliptique.

## Compléments